# Rodica Mateescu
Rodica Mateescu, född som Rodica Petrescu den 13 mars 1971 i Bukarest, Socialistiska republiken Rumänien , är en rumänsk före detta friidrottare som tävlade i tresteg. 
Mateescus främsta merit är att hon blev silvermedaljör vid VM 1997 i Aten. Hon hoppade då 15,16 vilket var ett nytt personligt rekord. Trots detta fick hon se sig slagen av Šárka Kašpárková som hoppade fyra centimeter längre och vann guldet. 
Andra meriter är att hon blev femma vid VM i Göteborg 1995 och hon slutade fyra vid inomhus-VM 1997 i Paris.

## Personligt rekord
- Tresteg - 15,16 meter